# Michael Zerang

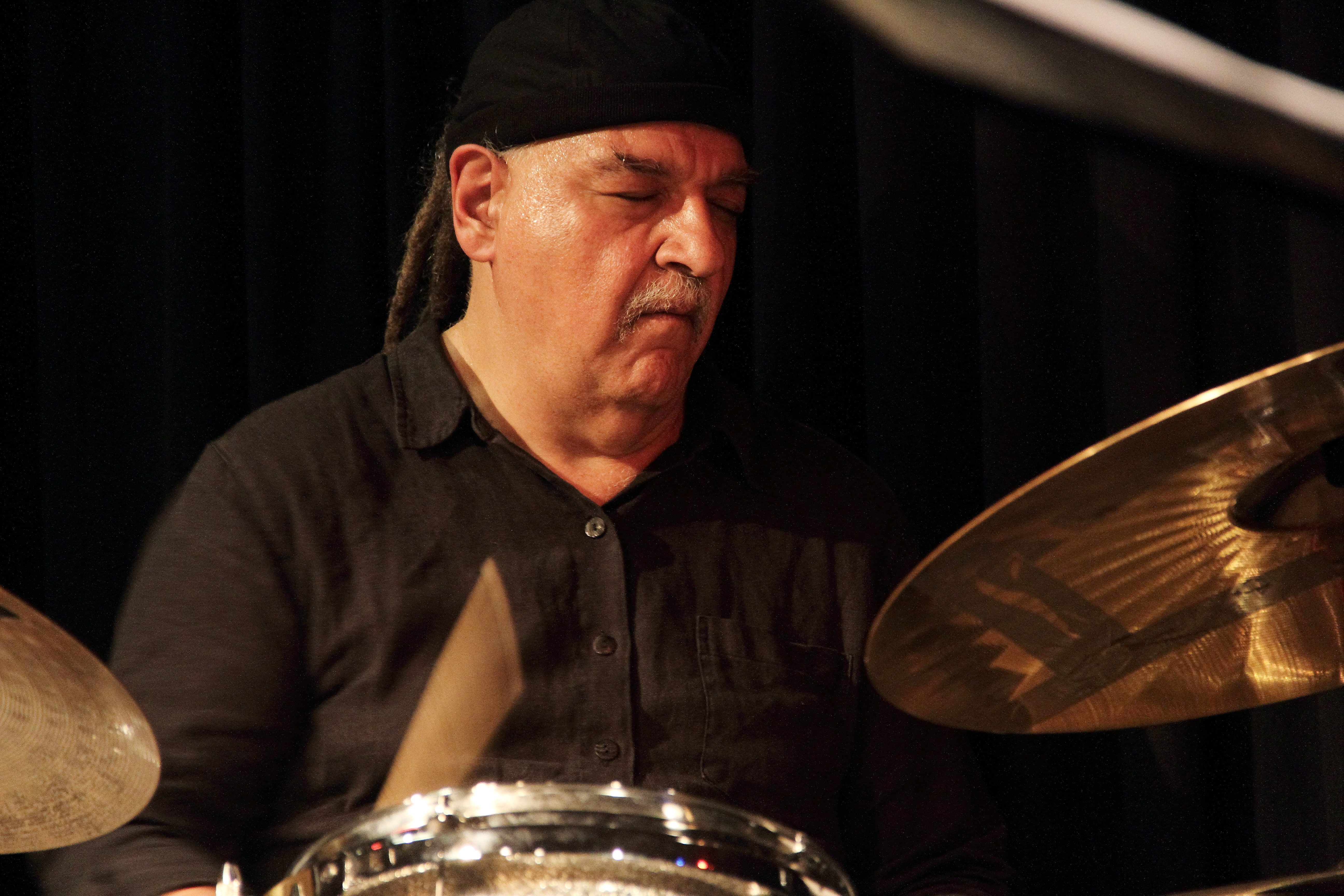
Mit Ullmann/Swell´s Chicago Plan, 2018

Michael Zerang (* 16. November 1958 in Chicago, Illinois) ist ein amerikanischer Perkussionist, Schlagzeuger und Komponist, der im Bereich des Creative Jazz und der Improvisationsmusik hervorgetreten ist. Allmusic zufolge spielt er ein farbenreiches Schlagzeug, das eher die Musik anreichert als sie vorantreibt.

## Leben und Wirken

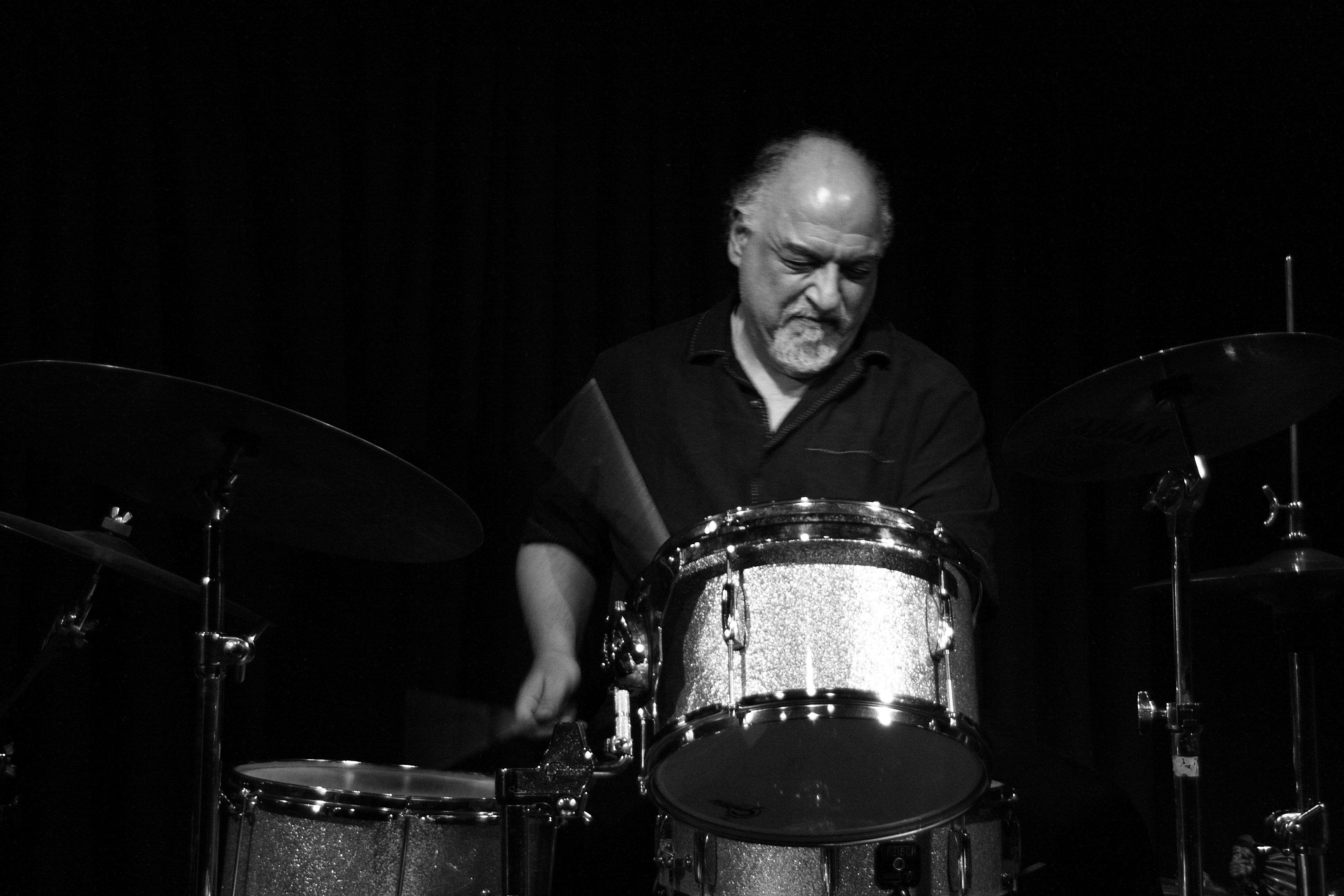
Michael Zerang, 2013

Zerang, dessen Eltern aus Assyrien einwanderten, besuchte in seiner Geburtsstadt von 1977 bis 1978 das Wright College for Liberal Arts and Music Courses, um dann bis 1982 auf der Roosevelt University Musiktheorie und Komposition (bei Don Malone) zu studieren. Daneben bildete er sich privat und in Workshops, etwa bei Karl Berger weiter.
Seit 1976 ist er als professioneller Musiker aktiv, zunächst in Formationen mit Kent Kessler, und geht seit 1981 auch international auf Tournee. Er war an der Einspielung von mehr als 40 Alben beteiligt und spielte in Bands wie dem Vandermark Quartet, Dream Cheese, In Zenith und Broken Wire. Weiterhin arbeitete Zerang auch mit Fred Anderson, Mats Gustafsson, Jaap Blonk, Barre Phillips, Scott Fields, Hamid Drake, Fredy Studer, Mikolaj Trzaska, Luc Houtkamp und im Trio mit Axel Dörner und Fred Lonberg-Holm. Ab 1997 gehörte er dem Chicago Tentett von Peter Brötzmann an (Signs, 2004, Be Music, Night, 2005), mit dem er auch in kleineren Gruppen, etwa mit Joe McPhee, auftritt. Mit Gebhard Ullmann, Steve Swell und Fred Lonberg-Holm bilder er Ullmann/Swell´s Chicago Plan. Zu hören ist er auch auf Peter A. Schmids Album Chicago Conversations (2015).
Zerang komponierte für Ballett, Theatergruppen, Performancekünstler, Ensembles der Neuen Musik sowie  Film- und Videokünstler.
Außerhalb von Jazz und Improvisationsmusik (eher im Bereich der Folkmusik) arbeitete er u. a. mit Bonnie „Prince“ Billy und Daniel Higgs zusammen.
Weiterhin war er als Gastdozent an der School of the Art Institute of Chicago und dem Dance Center of Columbia College und an der Northwestern University tätig. Auch organisierte er Konzerte in unterschiedlichen Reihen in Chicago.

## Preise und Auszeichnungen
Zerang wurde 1996, 1998 und 2000 mit einem Joseph Jefferson Award for Original Music Composition in Theater ausgezeichnet. 2002 erhielt er eine Artist Fellowship des Illinois Arts Council.

## Diskographische Hinweise
- In Zenith Building a Better Future (1997)
- Eugene Chadbourne What Is Truth? (1998)
- Birgit Ulher / Lou Mallozzi / Michael Zerang Landscape: Recognizable (2005)
- Joe McPhee / Peter Brötzmann / Kent Kessler / Michael Zerang: Guts (2006)
- Joe McPhee Survival Unit III: Synchronicity (2011)
- Joe McPhee / Michael Zerang: Creole Gardens (A New Orleans Suite) (catalytic sound, 2006, ed. 2017)
- Peter Brötzmann / Michael Zerang Berg- und Talfahrt – A Night in Sanaa (2009)
- Perry Robinson / Michael Zerang / Raphael Rogiński / Wacław Zimpel: Yemen: Music of the Yemenite Jews (2012)
- The Chicago Plan: For New Zealand (Not Two, 2022), mit Gebhard Ullmann, Steve Swell, Fred Lonberg-Holm

## Lexikalische Einträge
- Encyclopedia of Jazz Musicians